# Hemianax papuensis
Hemianax papuensis är en trollsländeart som först beskrevs av Hermann Burmeister 1839.  Hemianax papuensis ingår i släktet Hemianax och familjen mosaiktrollsländor. Inga underarter finns listade i Catalogue of Life.

## Bildgalleri

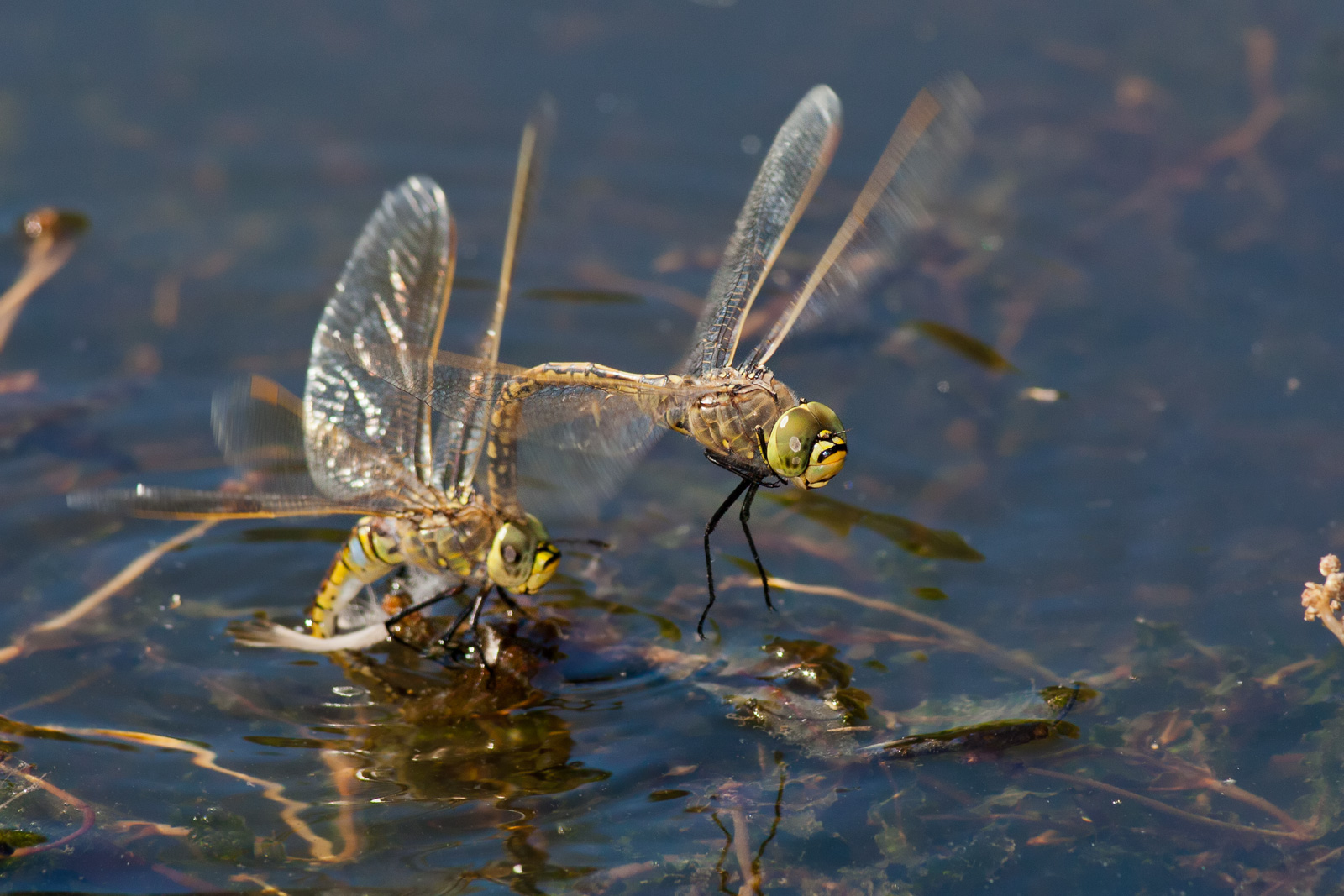
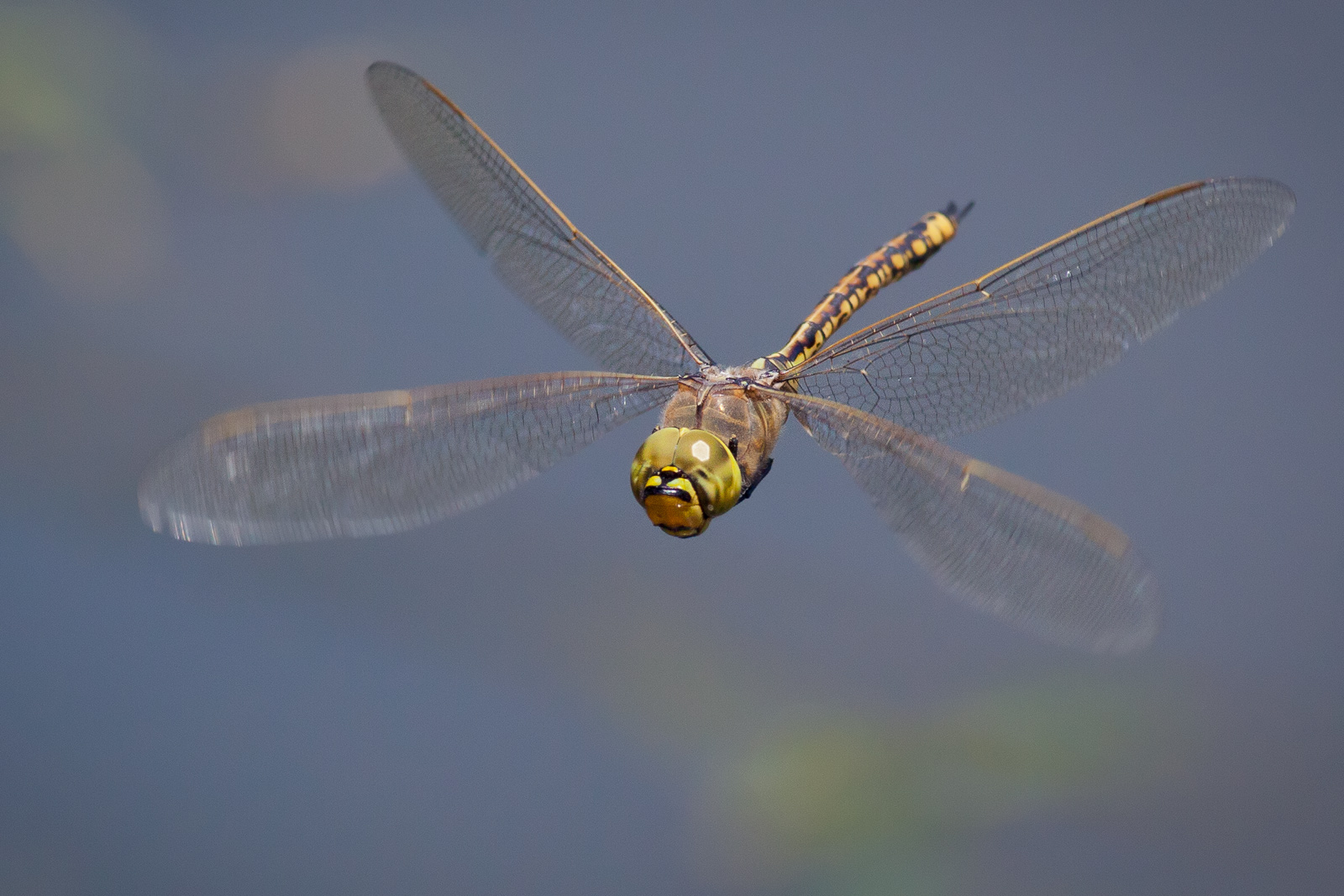
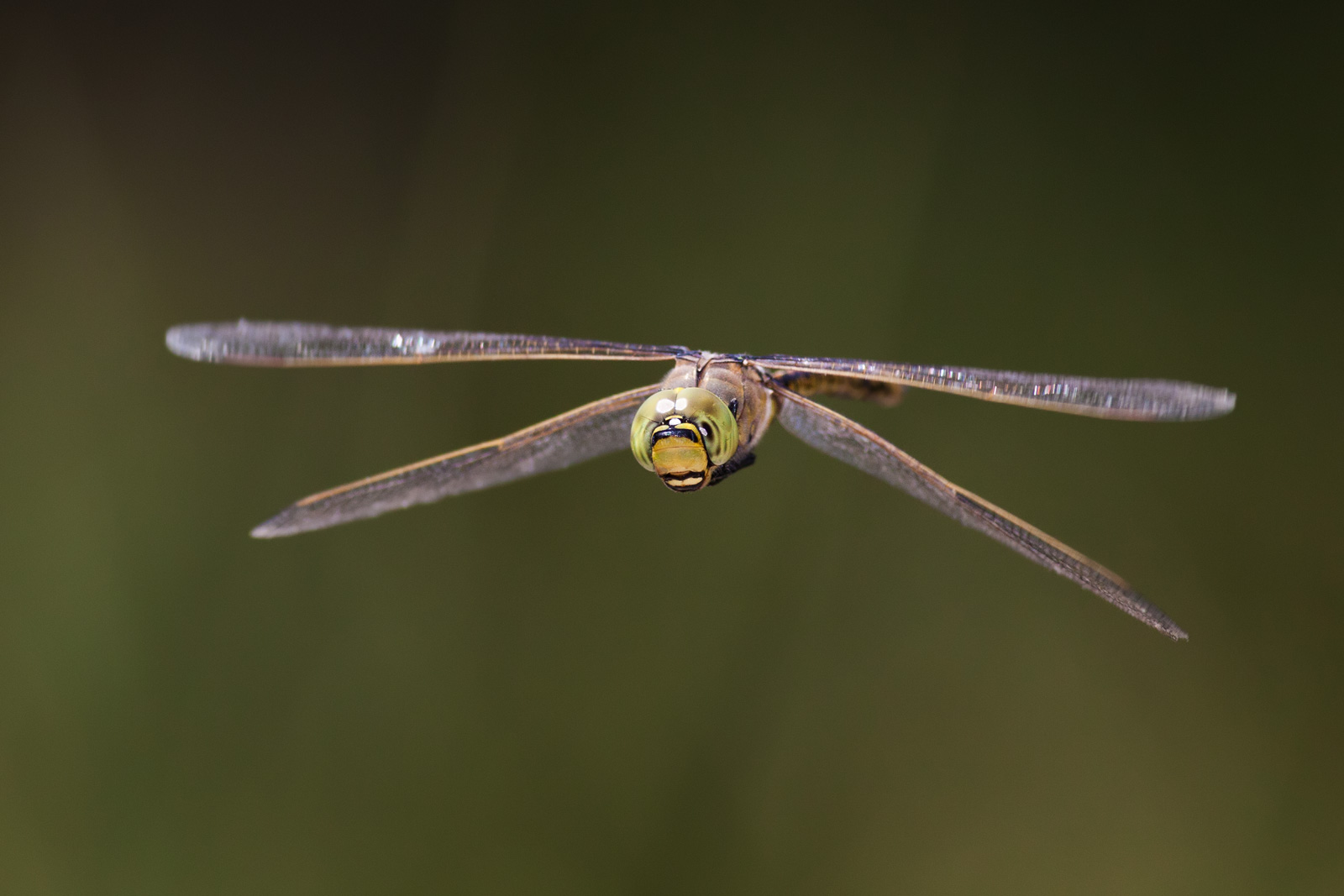
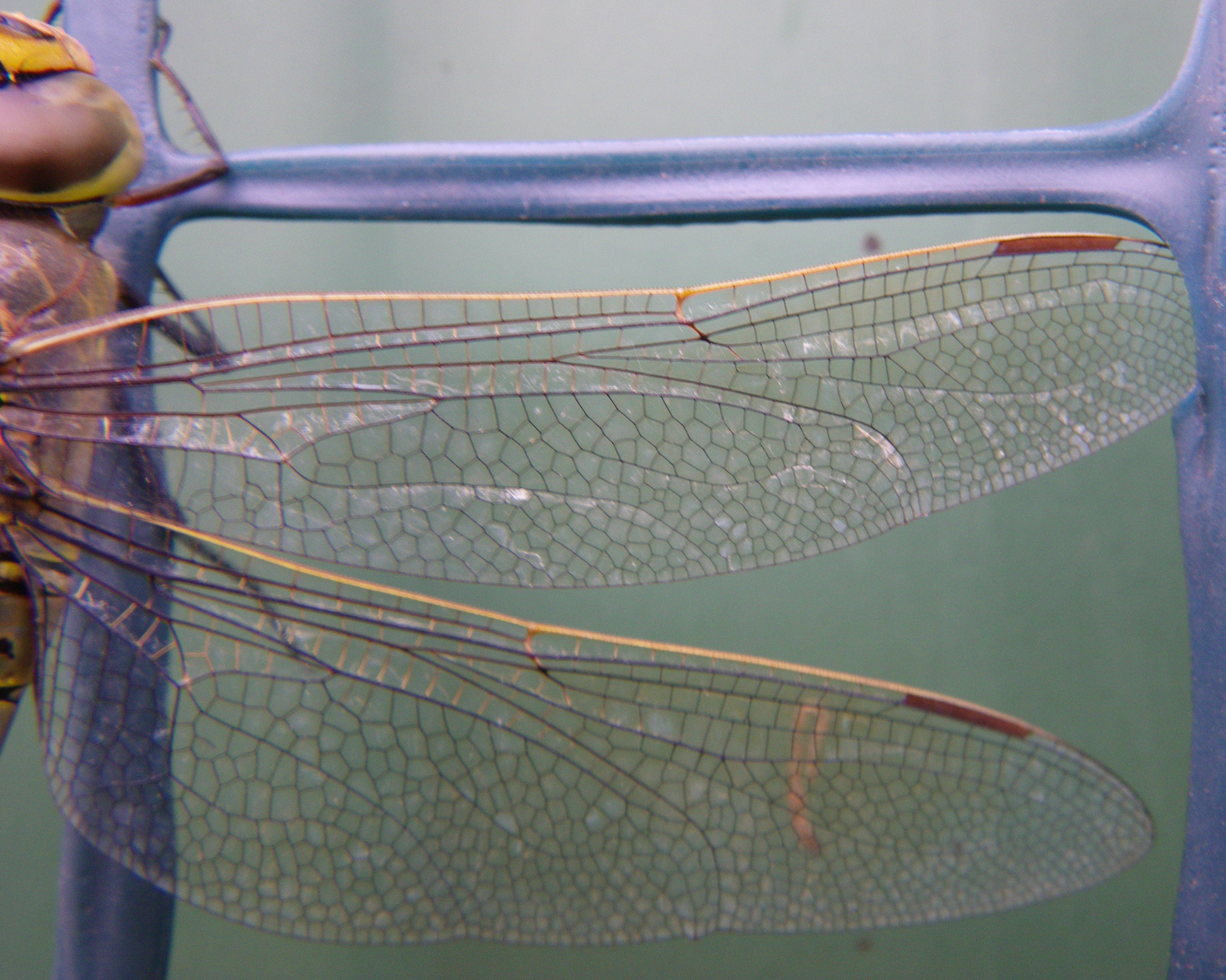